# Welcome to the Breakdown
Welcome to the Breakdown с англ. — «Добро пожаловать в разрушение») — второй мини-альбом американской электро-рок-группы I Fight Dragons.
Welcome to the Breakdown был выпущен 30 ноября 2010 года уже после подписания группой контракта с лейблом Atlantic Records. Альбом был доступен для скачивания из iTunes и выложен официального сайта I Fight Dragons. Версия, которая была представлена на сайте, не отличалась от обычной, однако всем загрузившим Welcome to the Breakdown участниками группы по электронной почте рассылались бонус-треки «She’s Got Sorcery» (Website Digital Download Exclusive) и «I Fight Ganon (Studio Version)». Примечательно, что мелодия «I Fight Ganon (Studio Version)» основана на заглавной теме серии видеоигр The Legend of Zelda.

## Список композиций
Музыка и слова всех песен — Брайан Маззаферри, кроме «The Power of Love», написанной Хью Льюисом.
1. «Welcome to the Breakdown» — 4:19
2. «No Kontrol» — 2:16
3. «The Power of Love» — 4:00 (кавер-версия Huey Lewis and the News)
4. «Proxima Centauri (Interlude)» — 0:59
5. «Give It Up» — 3:34
6. «Not I» — 4:01
7. «Just Decide» — 3:49
8. «She’s Got Sorcery» — 2:55 (бонус-трек)
9. «I Fight Ganon (Studio Version)» — 3:49 (бонус-трек)

## Участники записи
- Брайан Маззаферри — вокал, гитара, программинг, клавишные, NES, Game Boy, продюсирование
- Пэки Ландхолм — вокал, бэк-вокал, гитара
- Хэри Рао — бас-гитара
- Чед Ван Дэм — ударные
- Билл Прокопов — вокал, бэк-вокал, клавишные, микширование, NES, SNES, продюсирование